# سبايك كاسيدي
سبايك كاسيدي (بالإنجليزية: Spike Cassidy)‏ هو موسيقي أمريكي، ولد في 7 أكتوبر 1961 في سوند بيتش في الولايات المتحدة.

## وصلات خارجية
- سبايك كاسيدي على موقع ميوزك برينز (الإنجليزية)
- سبايك كاسيدي على موقع ديسكوغز (الإنجليزية)